# Moras
För andra betydelser, se Moras (olika betydelser).
|  | Wiktionary har en ordboksartikel om moras. |

Ett moras är en svårframkomlig, stenig våtmark. Uttrycket används framför allt bildligt.